# Баринова Олена Петрівна
Олена Петрівна Баринова (Барінова-Нечаєва; нар. 1952, Черняховськ, Калінінградська область, РРФСР, СРСР) — радянська мультиплікаторка і режисерка, театральна художниця.

## Біографія
Олена Баринова народилася 13 січня 1952 року в Черняховську (Калінінградська область). Навчалася (1969—71) у Ленінградському державному інституті театру, музики та кінематографії (на факультеті театральних художників)
У 1976 році закінчила режисерський факультет ВДІКу. Працювала на студіях «Київнаукфільм» (1976-84) та «Союзмультфільм» (1985—96).
Мультфільми поставлені в жанрі казок, нерідко з елементами сатири-гротеску (найбільш відомий — «Савушкін, який не вірив у чудеса») або пародії (у мультфільмі «Золоте курча» обігрується ряд елементів з «Осіннього марафону»). Керівник дитячої студії «Школа анімаційного мистецтва» з 1996 року.
З 2005 року — кураторка факультету художників-аніматорів Коледжу кіно, ТБ та мультимедіа при ВДІКу.
У 2008 році почала знімати продовження серії мультфільмів «Троє з Простоквашино», але в 2009 р. проект було зупинено через брак фінансування. Надалі продовження («Весна в Простоквашино» 2010 р., серіал «Простоквашино» 2018 р.) були зняті іншими режисерами.
Була одружена з російським кінорежисером Леонідом Нечаєвим, розлучилася.

## Нагороди та призи
- «Хто отримає ананас?»:
  - 1978 — Бронзова медаль ВДНГ;
  - 1978 — ВКФ «Молодість-78» у Києві, Приз;
- «Пиріг зі сміяницею» — 1980 — ВКФ «Молодість-80» у Києві, Гран-прі;
- «Золоте курча»:
  - 1981 — ВКФ «Казка» в Москві, Приз;
  - 1981 — ВКФ «Молодість-81» у Києві, Приз;
- «Савушкін, який не вірив у чудеса»:
  - 1983 — Всесоюзний Фестиваль мистецтв «Молоді голоси», Приз;
  - 1984 — ВКФ у Києві, Друга премія.[3]

## Фільмографія
Режисер-постановник мультфільмів:
- «Хто отримає ананас?» (1978)
- «Пиріг зі сміяницею» (1980)
- «Золоте курча» (1981)
- «Ба-бу-сю!» (1982)
- «Савушкін, який не вірив у чудеса» (1983)
- «Твій люблячий друг» (1984)
- «Три новели» (1986)

Сценарист:
- «Савушкін, який не вірив у чудеса» (1983)
- «Пітер Пен» (1987)